# Австралійське космічне агентство
35°16′54″ пд. ш. 149°08′02″ сх. д. / 35.2818° пд. ш. 149.1339° сх. д.
Австралійське космічне агентство — державна агенція Австралії, яка відповідальна за розвиток космічної галузі країни, до її завдань належить координація дій, пошук перспективних напрямів та сприяння міжнародній співпраці в цій галузі.

## Завдання
На агентство покладається шість основних завдань:
1. Формування національної політики та проведення стратегічних консультацій у галузі цивільної космонавтики;
2. Координування внутрішніх зусиль Австралії у сфері цивільної космонавтики;
3. Сприяння зростанню космічної галузі Австралії та використання космосу в масштабі цілої економіки;
4. Залучення країни до міжнародних космічних проектів;
5. Законодавче регулювання космічної діяльності та виконання міжнародних зобов'язань;
6. Служити джерелом наснаги всього австралійського суспільства та наступного покоління космічних підприємців.

## Історія
Нинішнє космічне агентство Австралії було створено 1 липня 2018 року. До цього моменту Австралія була єдиною країною ОЕСР без власного космічного агентства. В 1987—1996 аналогічні функції виконував Австралійський космічний офіс (Australian Space Office), проте 1996 року уряд припинив фінансування космічної галузі.
12 грудня 2018 року прем'єр-міністр Скотт Моррісон офіційно оголосив, що місцем базування Австралійського космічного агентства стане Аделаїда. Споруда АКА зайняла ділянку, де раніше розміщувався Королівський госпіталь Аделаїди Офіційне відкриття штаб-квартири відбулося 19 лютого 2020 року. Під час цієї церемонії агентство озвучило мету «потроїти розмір австралійської космічної промисловості та створити 20000 нових робочих місць до 2030 року»..
З травня 2025 року, Австралія, завдяки своїм великим незаселеним просторам і сприятливим умовам, розпочала позиціонувати себе як новий центр глобальної комерційної космонавтики. Приземлення на полігоні Кунібба космічної капсули «Winnebago-2» в ході місії Transporter-12, яка виконувала наукові завдання для NASA та ПС США, може стати початком нової ери, у якій австралійські пустелі перетворяться на стартові та фінішні майданчики міжпланетного транспорту.
29 липня 2025 року Австралія здійснила першу в історії спробу запуску власної орбітальної ракети «Eris» від компанії Gilmour Space. Запуск відбувся з космодрому Боуен у Квінсленді о 8:35 ранку (за місцевим часом). Попри те, що ракета піднялася у небо лише на 14 с і невдовзі впала, подія стала значним кроком для розвитку австралійської космічної галузі. До цього часу останній орбітальний запуск з території Австралії відбувся ще 1971 року.